# Nostra Signora di Luján
Nostra Signora di Luján è l'appellativo con cui i cattolici venerano la beata vergine Maria in seguito agli eventi che riguardarono un'icona del XIV secolo dell'Immacolata Concezione, il cui culto è stato riconosciuto dalla Chiesa cattolica.

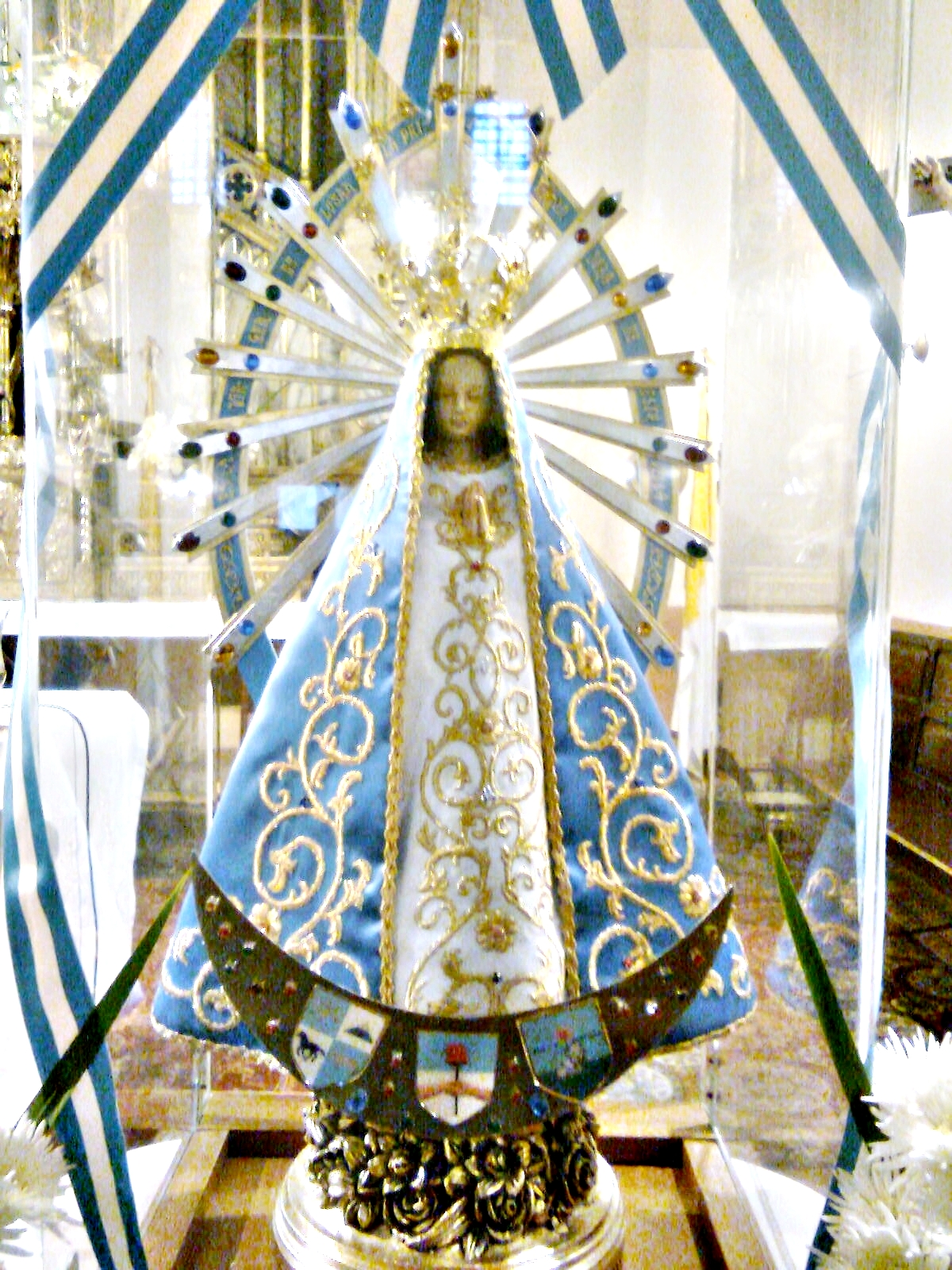
Rappresentazione della Vergine di Luján

## Storia
L'icona della Vergine che sarà chiamata di Luján giunge in Argentina nel maggio 1630. Un hacendado di Santiago del Estero, Antonio Farías, ha intenzione di edificare una cappella nella sua hacienda e ordina due immagini dell'Immacolata Concezione dal Brasile.

### I buoi inamovibili
Il primo evento singolare, testimoniato anche dallo stesso Farías, avvenne durante il primo trasporto delle icone. Secondo la tradizione, i carri che le trasportavano, trainati da buoi, si fermarono ai margini del fiume Luján, a 67 chilometri da Buenos Aires, e ogni tentativo di smuovere i buoi fu inutile, anche aggiungendo ulteriori animali da soma. Come venne tolta una delle due immagini della Vergine, i buoi del carro in questione ripresero a camminare. I presenti, credendo di trovarsi di fronte a un evento miracoloso, decisero di non portare oltre il fiume quell'immagine della Vergine, bensì di donarla alla vicina famiglia di Don Rosendo de Oramas.

### Primo santuario e il servo Manuel
Assieme agli uomini della carovana viaggiava un servo di religione cattolica, Manuel, che aveva grande devozione per la Madonna. Farías gli comunicò che da quel momento in poi sarebbe restato al servizio della Vergine di Luján. Manuel divenne il custode esclusivo dell'immagine fino alla morte.
La famiglia de Oramas costruì una cappelletta nel territorio di Partido di Pilar, a 30 chilometri dall'attuale santuario. Molti fedeli, che avevano ascoltato il racconto dei buoi inamovibili, vennero in pellegrinaggio da Buenos Aires fra il 1630 e il 1674, e l'immagine fu battezzata Virgen Estanciera e Patroncita Morena. Il posto è oggi conosciuto come Lugar del milagro, e vi sorgono un convento e una nuova cappella di fango e mattoni crudi a ricordo della cappelletta originale.

### Abbandono del primo santuario e spostamento dell'immagine
Alla morte di Don Rosendo, la sua estancia (azienda agricola) rimase abbandonata. Tuttavia il servo Manuel rimase da solo a custodire l'icona della Vergine.
Preoccupata per lo stato di solitudine dell'icona, e notando l'assenza di interesse per questa meta di pellegrinaggio da parte delle autorità, la proprietaria di una vicina estancia, Ana de Matos, sollecitò all'amministratore dei beni del defunto Don Rosendo, Juan de Oramas, la cessione dell'icona della Vergine di Luján. La signora de Matos garantì la costruzione di una cappella degna che facilitasse i pellegrinaggi. Tuttavia, al servo Manuel non venne permesso di custodire ulteriormente l'icona.

### Le sparizioni inspiegabili
È a seguito di questa cessione che avvenne una serie di eventi che sarebbero stati ritenuti inspiegabili dai protagonisti e riconosciuti successivamente come miracolosi dalla Chiesa cattolica.
La signora Ana de Matos installò temporaneamente l'immagine della Vergine nel suo oratorio, ma al mattino dopo, secondo il suo racconto, scoprì che l'icona non era sull'altare dove era stata collocata. I sospetti ricaddero sul servo Manuel, e infatti l'immagine della Vergine fu trovata nella vecchia cappelletta assieme a Manuel. Tuttavia, nei giorni successivi, le sparizioni dell'immagine si ripeterono, e a nulla servirono le drastiche misure prese dalla signora de Matos, come quella di incatenare il servo Manuel al pavimento della hacienda abbandonata, per impedirgli di recarsi all'oratorio: l'immagine veniva sempre recuperata nella vecchia cappelletta.
A questo punto la signora de Matos si rivolse al vescovo di Buenos Aires, Cristóbal de Mancha y Velazco, e al governatore di Río de la Plata, José Martínez de Salazar. Fu deciso di organizzare una processione alla presenza delle autorità civili ed ecclesiastiche, alla quale partecipò anche il servo Manuel, divenuto di nuovo il custode dell'immagine. Secondo la tradizione, le sparizioni inspiegabili cessarono definitivamente.

### Incoronazione dell'immagine
Nel 1886 fu presentata al papa Leone XIII la petizione della Diocesi e dei fedeli di Río de la Plata per l'incoronazione della Vergine.  Il pontefice benedisse la coroncina e stabilì la festività nel sabato anteriore alla IV domenica dopo la Pasqua. L'incoronazione ufficiale dell'icona avvenne nel maggio 1887, oltre 250 anni dopo il suo arrivo in Argentina.

## Culto

### Festività
La festività di Nostra Signora di Luján si celebra in data 8 maggio. Quel giorno a Luján si recano oltre un milione di fedeli 

### Patrona dell'Argentina
Nostra Signora di Luján è riconosciuta dalla Chiesa cattolica come Patrona dell'Argentina. Dal 1949 è patrona di questo Paese anche col titolo di Maria Ausiliatrice.

### Santuario e luoghi di culto
L'icona antica della Vergine viene oggi custodita nella Basilica di Luján, riconosciuta come basilica minore da papa Pio XI nel 1930 e meta di innumerevoli pellegrinaggi.
Fra i luoghi di culto della Vergine di Luján spicca la Cappella di Nostra Signora di Luján in Antartide.

## Galleria d'immagini

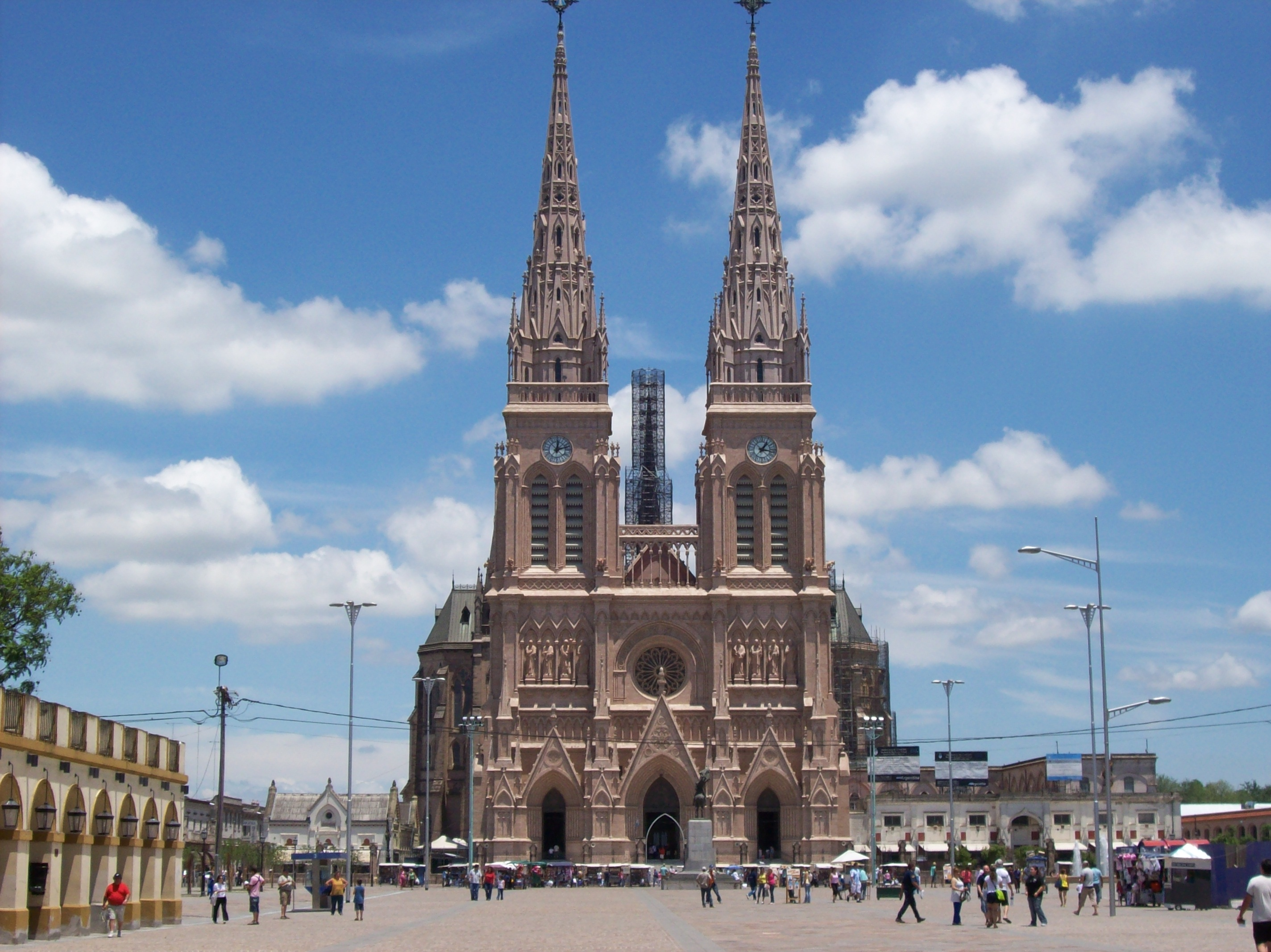
Basilica Nostra Signora di Luján, a Luján, Argentina.
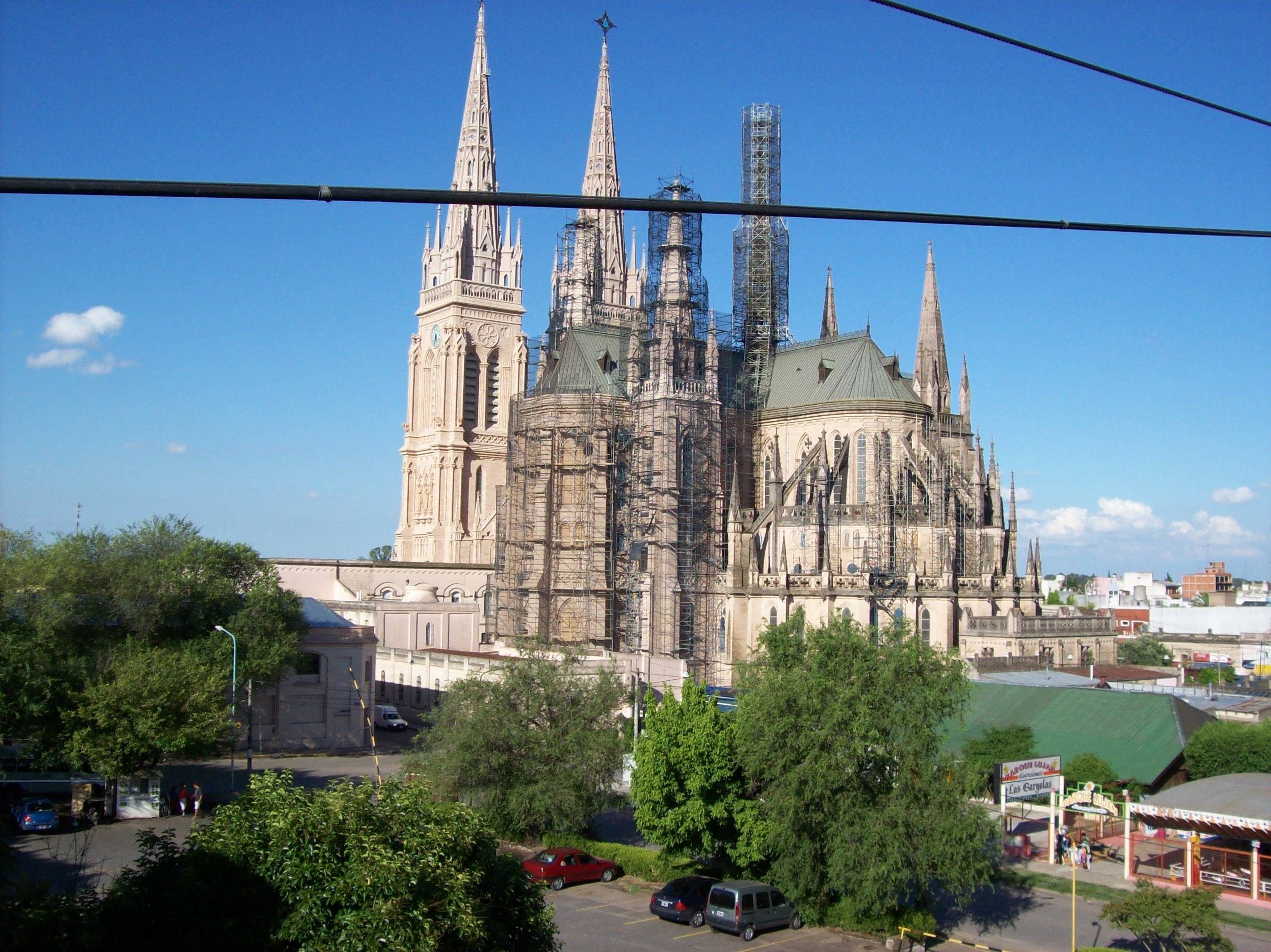
Ulteriore prospettiva della basilica.
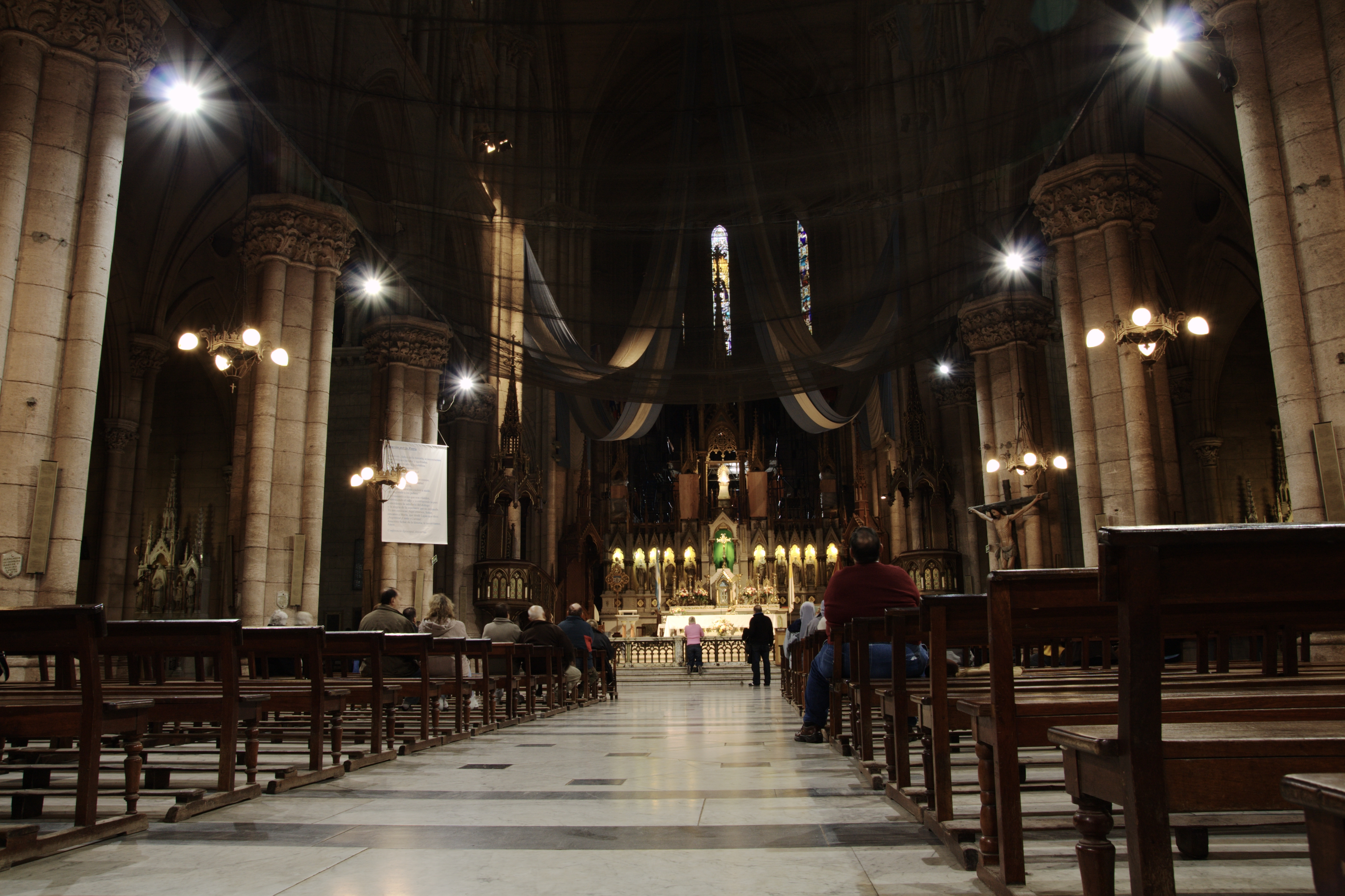
Interno della basilica.
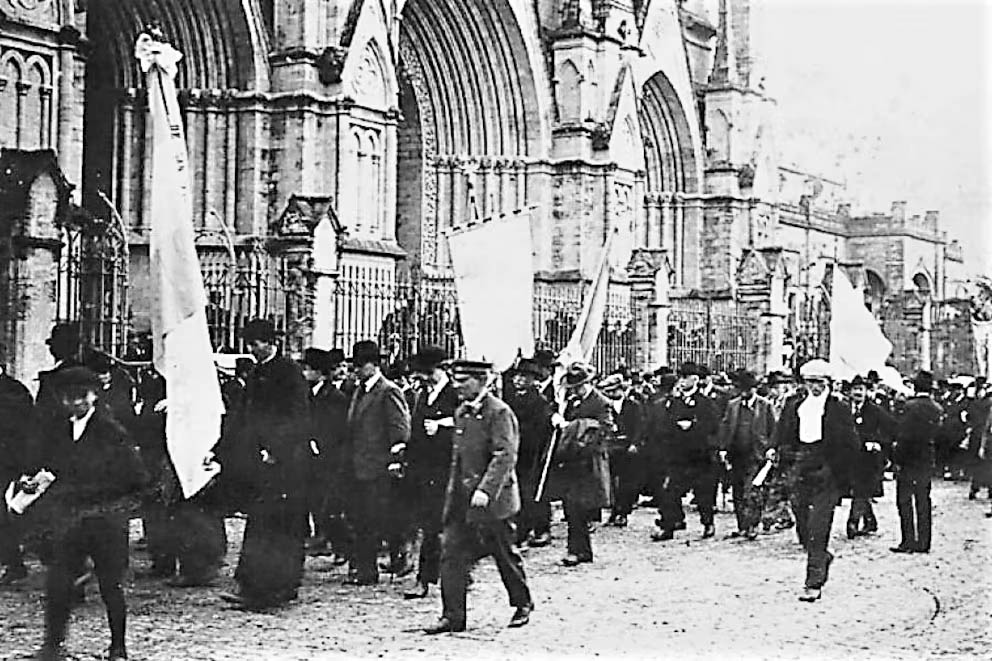
Primo pellegrinaggio al santuario di Luján, 1893.

## Filmografia
La storia della Vergine di Luján è raccontata nel film argentino "Ahí tienes a tu Madre", presentato in anteprima nel 2004 al Festival di Mar del Plata.